# 澳門居民身份證
澳門居民身份證（葡萄牙語：Bilhete de Identidade de Residente de Macau，簡稱BIR），是澳門居民的主要身份證明文件，澳門特別行政區身份證明局簽發，分為「澳門特別行政區永久性居民身份證」（Bilhete de Identidade de Residente Permanente da R.A.E.M., BIRP）和「澳門特別行政區非永久性居民身份證」（Bilhete de Identidade de Residente não Permanente da R.A.E.M., BIRNP）。根據第8/2002號法律《澳門特別行政區居民身份證制度》，年滿五歲的澳門特別行政區居民須領取居民身份證。

## 歷史

### 雙證制度時代
1950年代之前，葡屬澳門政府尚未建立良好身份證明系統制度；至1952年澳門政府始向澳門居民發出身份證，當時中國籍的澳門居民到澳門民政廳申領居住證明，也要到治安警察廳申領居住證明，因此中國籍的澳門居民要同時持有兩種身份證才可合法居住。
1980年代起，民政廳（1983年身份證明司成立後，改由此機構負責）正式發出居民身份證。同一時期，大量非法移民偷渡進入澳門，致在澳門無證人士日漸增多；1989年龍的行動及1990年「三·二九」事件導致澳門政府對有關中國籍人士進行身份識別登記，及後被獲發居民身份證。

### 居民身份證時代
身份證明司及治安警察廳的「雙證制度」沒有一個良好的記載資料方式及造成混亂等情況，因此澳門政府於1992年1月廢止這種「雙證制度」，同年2月1日起正式向澳門居民發出換發身份證——居民身份證，是為第一代身份證。 及至1996年，由於澳門政權移交的過渡期並確保過渡順利，經過中葡聯絡小組商議後改發沒有殖民地徽號和有效期的新的澳門居民身份證，即第二代身份證。

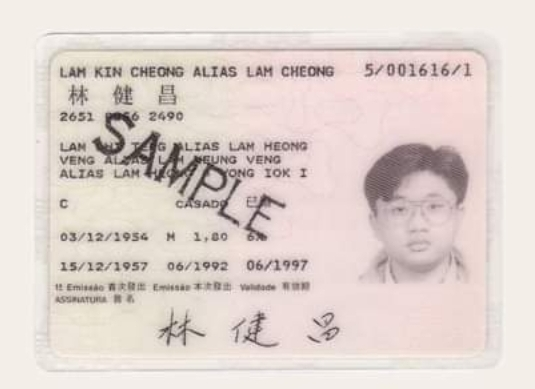
Add a one-line explanation of what this file represents

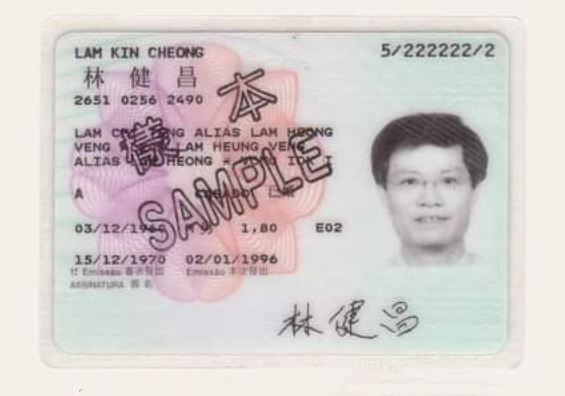
Add a one-line explanation of what this file represents

### 智能身份證時代

#### 第一代（接觸式身份證）
2002年，澳門特區政府根據《澳門基本法》規定為澳門居民強制更換智能身份證時，把身份證正式分為「澳門永久性居民身份證」及「澳門非永久性居民身份證」兩類，標誌著澳門出現永久及非永久性的居民身份。
同年12月4日起，身份證明局開始分階段到學校、公共機構等地點為居民換發智能身份證；2004年3月1日起按編號為未有換發智能身份證人士換證。2007年2月9日，按編號換領智能卡式澳門特別行政區居民身份證的程序已告結束，而原有澳門居民身份證也於同年8月8日起失效；但身在外地未換證的澳門居民所持有的舊有澳門居民身份證仍然有效，惟回到澳門時需即時更換。

#### 第二代（非接觸式身份證）
自身份證明局發出接觸式智能身份證十年以來，智能身份證的相關技術已大為提升，且現在亦趨向使用非接觸式智能身份證。澳門特區政府由2013年10月31日起向澳門居民發出非接觸式智能身份證，不再發出接觸式智能身份證。

#### 第三代（非接觸式身份證）
2023年12月15日起，澳門特區政府推出第三代智能身份證，取代於十年前推出的第二代智能身份證。新證件設計變動不大，主要加入了更多更新穎的防偽特徵，以及減少了新證正面顯示的資料。

## 種類
1992年起，澳門只發出一種身份證種類——澳門居民身份證。2002年起換發的智能身份證分為兩類，「澳門特別行政區永久性居民身份證」及「澳門特別行政區非永久性居民身份證」。澳門特別行政區永久性居民身份證的持有者，享有在澳門特別行政區的居留權；澳門特別行政區非永久性居民身份證的持有者，則沒有居留權。

## 式樣
每張澳門身份證均有持證人的姓名、出生日期、性別等個人資料，並把持證人的黑白照片和簽名印在證上。年滿18周歲者，當局會發出一張有效期為十年的身份證；而未滿18歲者，其身份證有效期則為五年；年屆60歲者則其居民身份證為終身。
第三代澳門居民身份證將會取消顯示身高、出生地代號和首次發出日期，但出生地代號和首次發出日期將會在標準光學閱讀代碼顯示。
| 載有的資料                   | 電腦身份證 | 電腦身份證 | 智能身份證 | 智能身份證 | 智能身份證 |
| 載有的資料                   | 第1代      | 第2代      | 第1代      | 第2代      | 第3代      |
| ---------------------------- | ---------- | ---------- | ---------- | ---------- | ---------- |
| 編號                         | check      | check      | check      | check      | check      |
| 首次發出日期                 | check      | check      | check      | check      | ☒          |
| 本次發出日期                 | check      | check      | check      | check      | check      |
| 有效期                       | check      | ☒          | check      | check      | check      |
| 持有人的姓名                 | check      | check      | check      | check      | check      |
| 父母姓名                     | check      | check      | ☒          | ☒          | ☒          |
| 出生地代號                   | check      | check      | check      | check      | ☒          |
| 出生日期                     | check      | check      | check      | check      | check      |
| 婚姻狀況                     | check      | check      | ☒          | ☒          | ☒          |
| 身高                         | check      | check      | check      | check      | ☒          |
| 性別代號                     | check      | check      | check      | check      | check      |
| 遺失代號                     | Yes        | Yes        | ☒          | ☒          | ☒          |
| 居留代號                     | Yes        | Yes        | ☒          | ☒          | ☒          |
| 樣貌                         | check      | check      | check      | check      | check      |
| 澳門特別行政區居民身份的類別 | ☒          | ☒          | check      | check      | check      |
| 簽名                         | check      | check      | check      | check      | check      |
| 光學閱讀代碼                 | ☒          | ☒          | check      | check      | check      |

## 防偽特徵
第一代身份證是採用1980年代初期的防偽技術，包括採用感光紙外，並以紫外線製之安全圖案之過膠紙過膠；雖然第二代身份證加入國際民航組織（ICAO）標準光學閱讀代碼，但防偽性仍然不高。
2002年起換發的智能身份證使用 Guilloche 設計、微型印刷、彩虹印刷、紫外光印刷、鐳射刻印、多重鐳射影像、可觸性表面紋、非對稱性加密技術等防偽技術，大大加強該證的防偽功能。

## 身份證上符號的意思
每張澳門居民身份證上都會印有葡萄牙文的字母代碼（例如第一代智能身份證的ASM），其代碼確實意義如下：

### 第1代
| 字母代碼 | 代碼之意義                 | 備注                                                                     |
| -------- | -------------------------- | ------------------------------------------------------------------------ |
| A        | 持證人於葡萄牙或澳門出生   | 如出生地為葡萄牙，只適用於澳門回歸前的出生者；及後者用「D」              |
| A        | 持證人於葡萄牙或澳門出生   | 第三代智能身份證上已取消載明，將在標準光學閱讀代碼顯示                   |
| B        | 持證人於香港出生           | 第三代智能身份證上已取消載明，將在標準光學閱讀代碼顯示                   |
| C        | 持證人於中國大陸及臺灣出生 | 第三代智能身份證上已取消載明，將在標準光學閱讀代碼顯示                   |
| D        | 持證人於其他國家及地區出生 | 第三代智能身份證上已取消載明，將在標準光學閱讀代碼顯示                   |
| N        | 持證人出生地不明           | 指持證人不知道自己在何處出生                                             |
| N        | 持證人出生地不明           | 第三代智能身份證上已取消載明，將在標準光學閱讀代碼顯示                   |
| S        | 持證人有出生證明文件       | 如無出生證明文件則會漏空                                                 |
| S        | 持證人有出生證明文件       | 只在第一代和第二代的智能身份證上載明，第三代將在標準光學閱讀代碼顯示     |
| M        | 持證人為男性（Masculino）           | 第二代電腦身份證、第二代和第三代智能身份證除字母代號外，另以中文載明性別 |
| F        | 持證人為女性（Feminino）           | 第二代電腦身份證、第二代和第三代智能身份證除字母代號外，另以中文載明性別 |

## 身份證號碼
1992年起發出的居民身份證均印有號碼，由8個數字組成（格式為「X/NNNNNN/Y」）；澳葡政府把當時的葡萄牙國民身份證號碼的6個拉丁數字作為澳門身份證的主要號碼；在「/」符號前加上一個拉丁數字1、5或7以代表其取證時代，而在「/」符號後加上的拉丁數字則為查核用數碼，是為方便電腦處理資料及檢查號碼輸入的正確性而設。智能身份證將原有格式（X/NNNNNN/Y）改為XNNNNNN(Y)。
1字開首代表持證人首個證件就是澳門居民身份證，或持證人憑原澳葡政府身份證明司（即今身份證明局前身）所發「25」字頭葡籍認別證換取澳門居民身份證。通常而言，於1984年身份證明司成立後在澳門登記出生的葡籍人士所換領的身份證、以及身份證發出制度頒布後（1992年）至今新發出的身份證，都以1開首。
5字開首代表持證人之前持有由澳門民政廳（身份證明司前身）發出的葡籍認別證或非葡籍認別證，且葡籍認別證並非以「25」字頭起首。
7字開首持證人為之前持有由治安警察局發出的身分證。
另外，根據第19/99/M號法令，當中對於號碼編號訂定以下規定：
1. 居民身分證之編號由六個數位之號碼組成，並在其前加上編號“1”、“5”或“7”，其末再加上一監控數位。
2. 如申請人曾持有身分證或在澳門發出之認別證，上述六個數位號碼之組合為其持有之證件編號；如有需要，可在原號碼前加上一個或多個“0”。
3. 如申請人曾同時持有上款所指之兩種證件，則在組成居民身分證之編號上以最後發出之證件之編號為準；如兩證件同時有效，則由申請人任選其一。
4. 在首次發給之居民身分證上賦予編號“1”，而在沿用之前在澳門發出之認別證或身分證編號之居民身分證上分別賦予編號“5”、“7”。

## 中文姓名
自2003年起，澳門開始採用第一代智能咭式居民身份證。此版本的智能咭式居民身份證上用了逗號「,」作區隔中文姓氏與名字。舉例：陳大文成了「陳,大文」。此種方式，在中文地區的中國大陸、台灣、香港及新加坡都未曾出現過。而新版非接觸式智能身份證在姓名排版把姓氏和名字分開，姓名中的逗號（不管中葡文）亦隨之消失。

## 旅遊證件
澳門居民身份證目前也是澳門居民到訪香港與臺灣的必備證件之一。其本身已具旅遊證件之作用。到訪臺灣時，若澳門居民出示澳門特區護照，臺灣內政部移民署會要求同時出示澳門身份證。
2009年12月10日開始，港澳互免入境申報表協議正式啟動，合資格的澳門永久性居民只須憑澳門身份證即可前赴香港。澳門永久性居民可持澳門永久性居民身份證到香港旅遊，以訪客身份入境逗留不超過180天。澳門非永久居民同時持有澳門非永久居民身份證和往來香港特別行政區旅遊證以訪客身份入境逗留不超過30天。年滿7歲或以上的澳門居民可以憑身份證和已辦理內地快捷通關備案手續在施行兩地一檢的珠澳口岸合作自助或合作人工通道無需出示港澳居民來往內地通行證而出境珠海。

## 相關證件
以下內容列出海峽兩岸暨香港、澳門及葡萄牙地區的身份證明文件和出入境證件。（澳門居民通常會擁有的）

- 葡萄牙
  - 葡萄牙國民身份證（葡籍，基本上被公民證取代）
  - 葡萄牙公民證（葡籍）
  - 葡萄牙護照（葡籍）
  - 葡萄牙給外國人護照 (澳門)（非葡籍澳門居民，已於2001年12月20日失效）
- 澳門
  - 澳門特別行政區永久性居民身份證持有人赴港申報表（澳門永久性居民，已於2009年12月停用）
  - 澳門居民往來香港特別行政區旅遊證（具有中國籍或葡籍的澳門居民）
  - 澳門特別行政區護照（澳門永久性居民中的中國公民）
  - 澳門特別行政區旅遊證（不能申請任何旅行證件的澳門居民）
- 香港
  - 香港身份證（逗留香港超過180日並年滿11歲或擁有居港權的人士）
  - 香港特別行政區護照（香港永久性居民中的中國公民）
  - 香港特別行政區簽證身份書（不能申請任何旅行證件的香港居民）
  - 香港特別行政區回港證（擁有居港權或不受限制逗留香港的香港居民中的中國公民和不能申請任何旅行證件的外籍香港居民）
  - 香港身份證明書（非英籍香港永久居民，已於2007年6月30日失效）
- 中国内地
  - 港澳居民來往內地通行證（符合條件的港澳居民中的中國公民）
  - 港澳居民來往內地通行證（非中國籍）（符合條件的外籍港澳永久居民）
  - 中華人民共和國出入境通行證（因特殊情況需出入境的中國公民）
  - 中華人民共和國旅行證（具有旅行證件功能，有特殊需要的中國公民可以申請）
  - 港澳臺居民居住證（常住在內地超過半年的港澳臺居民）
  - 中華人民共和國邊境管理區通行證（中國公民用於前往邊境管理區）
- 台灣
  - 中華民國臺灣地區入出境許可證（大陸和港澳居民）
  - 中華民國居留證（長期或永久居留於臺澎金馬的無戶籍國民、外籍、大陸或港澳居民）
  - 中華民國護照（具有中華民國國籍的人士）
  - 中華民國僑胞卡 (中華民國僑胞)
  - 中華民國國民身分證（在臺澎金馬設籍的中華民國國民）
  - 中華民國臺灣地區(金馬澎)入出境許可證（設籍於金門、馬祖及澎湖居民，經由金馬地區往來中國大陸的出入境證件）

## 外部連結
- 身份證明局澳門居民身份證介紹
- 宋楚珊、陳思禮, 陳錦城. . 澳門雜誌. 2019-10-17  [2025-04-30]. （原始内容存档于2025-04-30）.